# Urbanize
Urbanize ist eine Hip-Hop-Gruppe, gegründet im Ruhrgebiet von Marc „Lapaz“ Markowski und Roman „ArrEss“ Schwitalla.

## Geschichte
Die Gruppe wurde 2005 von den beiden Freunden Marc Markowski und Roman Schwitalla gegründet. Zunächst waren die beiden der Band DaCru zugehörig, welche sich jedoch aufgrund musikalischer Differenzen bald trennte. Die beiden beschlossen anschließend, zusammen ihre musikalische Karriere zu starten.
Martin de Vries, ein Produzent aus Berlin, wurde auf die beiden aufmerksam und nahm sie unter Vertrag. Urbanize nahmen die Single Warten auf dich auf, die 2006 vorproduziert von Schwitalla im Internet bekannt wurde, und ausproduziert von De Vries im Frühjahr 2007 den Sprung in die deutschen Singlecharts schaffte und Platz 37 erreichte.
Zur Fußball-Europameisterschaft 2008 in Österreich und der Schweiz veröffentlichten sie gemeinsam mit Honke die Fußball-Hymne Schwarz Rot Gold, produziert in Eigenregie von Roman Schwitalla. Am 25. Juli 2008 veröffentlichten Urbanize die EP Glaub an dich, die nur bei Downloaddiensten wie Musicload oder iTunes erhältlich ist. Im selben Jahr wurde das Lied Anders veröffentlicht, das bei YouTube über 1,1 Million Aufrufe erreichte
Am 7. Mai 2010 erschien die Single Schwarz Rot Gold anlässlich der WM 2010 erneut.
In der deutschen Ausgabe der Castingshow X Factor erreichten Urbanize das so genannte Bootcamp. Dort hatte ihr Mentor George Glueck die Idee, Urbanize mit der Sängerin Candy Hammerschmidt zusammenzubringen. Schwitalla, Markowski und Hammerschmidt zogen als „UrbanCandy“ in die Liveshows ein.
Am 5. Oktober 2010 schieden „UrbanCandy“ als Siebtplatzierte aus dem Castingformat aus. Am 19. Oktober 2010 gab die Band auf ihrer Homepage bekannt, dass Hammerschmidt die Band verlassen habe und die Band wieder den Namen „Urbanize“ verwenden werde.
Am 2. November 2010 wurde bekanntgegeben, dass Urbanize ab sofort mit der Sängerin Isabel „Bella“ Soares zusammen Songs aufnehmen werden. Die Veröffentlichung der Single Rad der Zeit – der ersten als Trio – erfolgte am 9. September 2011 deutschlandweit als CD sowie als Download.
Das Album Grenzenlos, auf dem sich neben Rad der Zeit 12 weitere Tracks finden, erschien am 9. November 2012 als CD und als Download.
Am 15. Mai 2014 meldeten sich Urbanize mit einem neuen Musikvideo Wir wollen Frieden zurück. Der Song beschäftigt sich inhaltlich mit den Friedensdemonstrationen.
Im Videoclip sind hundert Personen zu sehen, die in Selfie-Videos ihre Hände zum Friedenszeichen formen.
Im März 2021 gab Schwitalla in einem Posting auf Facebook die vorläufige Pausierung der Gruppe bekannt. Der Grund hierfür sei die Zugehörigkeit von Lapaz zur verschwörungsideologischen Gruppierung "Querdenken", welche die Corona-Pandemie für eine Lüge hält und die Maßnahmen zur Eindämmung der Pandemie ablehnt und sich nicht von ihren rechtsradikalen Anhängern distanziert.
In dieser Zeit war ArrEss vorwiegend als Musikproduzent tätig. So produzierte ArrEss 2003 für Momo Chahine den Song „Ich Liebe Dich“, eine Neuversion des gleichnamigen viralen YouTube-Hits von Sängerin Kyra, für die er neben ihr auch als Autor mitwirkte.
Am 9. Februar 2024 veröffentlichten Urbanize eine von ArrEss produzierte Techno-Version von „Warten auf Dich“, die als Stream und Download erhältlich ist. Zeitgleich erschien die ursprüngliche, im Internet 2006 bekannt gewordene Version „Warten auf Dich (Remix)“ als Stream und Download.

## Mitglieder
Marc Markowski
Markowski, auch bekannt durch sein Rapper-Pseudonym „Lapaz“, stammt aus Herne und wuchs in einem Stadtviertel auf, in dem Gewalt und Arbeitslosigkeit Alltag sind. 1999 fand Markowski über den deutschen Rapper Kool Savas, sein Vorbild, zum Hip-Hop und begann schnell eigene Songs über seine Ängste, Ziele und Gefühle zu schreiben.
Roman Schwitalla
Schwitallas Leben widmete sich schon in frühester Kindheit fast nur der Musik, er sammelte Erfahrungen im Tonstudio seines Vaters in Dinslaken, der als Werbekomponist tätig ist. Er spielt Klavier und begann im Alter von 4 Jahren zu singen. Seine musikalischen Vorbilder sind Usher, Dru Hill und Destiny’s Child.
Candy Hammerschmidt
Hammerschmidt ist gebürtige Berlinerin und hat sich schon immer für Musik interessiert. 2009 bewarb sie sich bei Stefan Raabs Auswahlshow für den Eurovision Song Contest Unser Star für Oslo und 2010 bei X Factor. Hammerschmidt hat einen dreijährigen Sohn (2010) und lebte bis Anfang 2008 in den Vereinigten Staaten.
Isabel Soares
Soares lebt in Hamburg. Sie nahm mit einem Titel von Dieter Bohlen an der deutschen Vorentscheidung zum Eurovision Song Contest 2002 teil und erreichte mit dem Titel Platz 36 der deutschen Singlecharts. Ihre zweite Single Like Snow in June erreichte wiederum die Top 50 der deutschen Verkaufscharts. Seit 2005 ist sie als Musicaldarstellerin tätig, aktuell im Delphi Showpalast.

## Stil
Die Musik von Urbanize ist eine Mischung aus Pop und Black Music mit eingängiger Melodie und deutschen Raps.
Urbanize galt als einer der deutschen Newcomer des Jahres 2007.

## Diskografie

### Alben
- 2012: Grenzenlos

### Singles
- 2007: Warten auf Dich
- 2007: Liebe kommt aus dem Herzen
- 2008: Anders
- 2009: Sei du selbst (aus Aminos "Einer gegen alle")
- 2010: Schwarz Rot Gold (featuring Honke)
- 2011: Rad der Zeit
- 2012: Rad der Zeit (Re-Release inkl. 'Träume')
- 2014: Wir wollen Frieden
- 2014: Schwarz Rot Gold #EYOEYO (featuring MC Domél)
- 2018: Warten auf Dich (Legacy Remix)